# دائرة مقرة
دائرة مقرة ولاية المسيلة مستحدثة بوجب التقسيم الاداري لسنة 1992 كانت قبلها ضمن مشتملات دائرة اولاد دراج التي كانت تضم عشرة بلديات من ضمنهم بلديات دائرة مقرة الخمسة برهوم وعين الخضراء ومقرة والدهاهنة وبلعايبة والذين يمثلون خط الأوراس أثناء ثورة التحرير الى غاية سنة 1974 عندما تم ضمهم الى ولاية المسيلة المستحدثة ضمن التقسيم الاقليمي للبلاد في تلك السنة وهي تقع في الجزائر.
دائرة مقرة من ضمن الدوائر الرائدة حيث حققت قفزة نوعية في شتى المجالات خاصة في مجال صناعة البلاط وتربية الدواجن وتغذية الانعام.
| أرقام الهاتف  | 035121069 - 035121166                     |  |
| أرقام الفاكس  | 035121154 - 035121155                     |  |
| عنوان الإيميل | Dairamagra@gmail.com                      |  |
| موقع الانترنت |                                           |  |
| العنوان       | شارع أول نوفمبر الطريق الوطني رقم 28 مقرة |  |
| الولاية       | المسيلة                                   |  |

من طرف أمينها العام قطوش ادريس 
دائرة مقرة هي إحدى دوائر ولاية المسيلة الجزائرية وتضم بلديات مقرة برهوم عين الخضراء بلعايبة الدهاهنة
عدد سكانها : 163469 نسمة
أمينها العام : قطوش ادريس